# Дервиш взрывает Париж
Дервиш взрывает Париж (азерб. Dərviş Parisi partladır) — азербайджанская советская кинокомедия, снятая по мотивам пьесы азербайджанского писателя Мирзы Фатали Ахундова «Мусье Жордан-ботаник и дервиш Мастали-шах». 
Премьера — июнь 1978 года (Москва).

## О фильме
Действие фильма происходит в середине XIX века в Карабахском ханстве. Французский ботаник Жордан, гостивший у преуспевающего помещика Гатамхан-аги, хочет взять с собой племянника Гатамхана — любознательного и способного Шахбаз-бека, чтобы тот получил образование, но недалёкие родственники пытаются препятствовать этому и зовут на помощь дервиша-колдуна.

## В ролях
- Сергей Юрский — мусье Жордан
- Мирза Бабаев — дервиш Мастали-шах (дублировал Артём Карапетян)
- Адиль Искендеров — Гатамхан-ага (дублировал Яков Беленький)
- Лейла Бадирбейли — Шахрабану-ханум, его жена (дублировала Нина Зорская)
- Энвер Гасанов — Шахбаз-бек, его племянник (дублировал Сергей Мартынов)
- Гасан Турабов — Рашид-бек, брат Шахрабану-ханум (дублировал Владимир Ферапонтов)
- Мемунат Курбанова — Шарафниса, дочь Гатамхан-аги (дублировала О. Гастарова)
- Кямиль Магерамов — Гамбар, кучер (дублировал Раднэр Муратов)
- Гюмрах Рагимов — бек
- Сафура Ибрагимова — служанка в доме Гатамхан-аги (дублировала Инна Выходцева)
- Фазиль Салаев — помощник дервиша (дублировал Виктор Филиппов)
- Сугра Багирова — Гюльчохра (дублировала Валентина Хмара)

## Съёмочная группа
- Режиссёры — Шамиль Махмудбеков и Кямиль Рустамбеков
- Сценарист — Эдхем Кулибеков
- Операторы — Ариф Нариманбеков и Заур Магерамов
- Композитор — Тофик Кулиев
- Художник — Надир Зейналов
- Директор - Назим Алекперов
- Режиссёр дубляжа - В. Кольцов
- Звукооператор дубляжа - А. Бычкова
- Второй режиссёр – Зияфет Аббасов